# Nariné Simonian
Pour les articles homonymes, voir Simonian.
Nariné Simonian (parfois transcrite avec la graphie Simonyan) est une pianiste concertiste et organiste française d'origine arménienne.
Elle est présidente bénévole de l'association "Les Amis de Gumri" qui a permis l'installation d'un orgue à l'église Sourb-Nshan, à Gyumri en 2018 et la production de l'opéra Didon et Enée de Purcell en novembre 2021,. 

## Biographie
Nariné Simonian, née à Gumri, en Arménie commence l’étude du piano à l’âge de six ans. 
En 1976 elle entre à l’École normale de musique et y obtient la médaille d’or en 1980. De 1981 à 1985 elle suit le cursus du Conservatoire national supérieur d’Erévan et elle y obtient le diplôme professionnel de pianiste concertiste (premier prix à l’unanimité) et de soliste d’ensemble de musique de chambre. Elle obtient également son diplôme professionnel d’organiste concertiste, premier prix à l’unanimité, en 1989. De 1989 à 1991 elle est soliste à la Philharmonie arménienne d’Erévan et elle donne également des concerts et master-classes à Moscou, Tallinn, Helsinki, etc.
En 1991, Nariné décide de suivre des cours de perfectionnement en France sous la direction de Marie-Claire Alain et Huguette Dreyfus. Elle sera récompensée du Premier prix d’orgue à l’unanimité au Conservatoire à rayonnement régional de Rueil-Malmaison, classe de Marie-Claire Alain (1993) et du Premier prix à l’unanimité d’orgue du concours national d’Île-de-France (1995). En 1994 elle obtiendra la Mention d’excellence au concours d’excellence d’orgue au CNR de Rueil-Malmaison, classe de Marie-Claire Alain, ainsi que le Prix d’excellence (mention de virtuosité) d’orgue au CNR de Rueil-Malmaison, classe de Susan Landale (1995). Elle remportera également le Grand prix du concours international Mendelssohn-Liszt de Suisse en 1994.  
Durant deux ans consécutifs, Nariné a bénéficié des conseils de l'illustre organiste français André Isoir.  
Nariné Simonian a donné de nombreux concerts en France, à Paris (Notre-Dame de Paris, Église de la Madeleine, Église Saint-Eustache, Église Saint-Roch, Église arménienne de Paris, etc.) en province (Église Saint-Jean de Malte à Aix-en-Provence, à Marseille, Ollioules dans le Berry à l'Abbaye de la Prée, à Valence, etc.), en Suisse (Cathédrale de Fribourg, Église Saint-Pierre-aux-Liens à Bulle), en Belgique, en Finlande, en Russie, en Ukraine (Organ Hall, à Kiev), en Amérique du Nord (New York à l'Armenian Evangelical Church of New York et Montréal) et du Sud, aux côtés de Olivier Latry (Argentine, Uruguay au Festival Internacional de Órgano del Uruguay, etc.).

## Discographie
CD enregistrés et salués par la presse spécialisée :
- Mendelssohn, Liszt, Jean Guillou, grandes orgues de Saint-Eustache (Paris), Sepm Quantum, Paris, 1996 (4 diapasons)
- Jean-Sébastien Bach, orgue Mooser de Saint-Pierre aux Liens (Bulle, Suisse), Sepm Quantum, Paris, 1997. 5 diapasons.
- Divine Liturgie et chants traditionnels arméniens, Sepm Quantum, Paris, 1998 (4 diapasons).
- Jean-Sébastien Bach, petits Préludes, Fugues, Suite anglaise n°6, Préliminaires au clavier ...tempéré, Sepm Quantum, Paris, 2000.
- Iphigénie en Tauride, Gluck, version pour orgue avec Jozef Kapustka, mars 2010.